# Roca de Verdàs
La Roca de Verdàs, Roca de Verdà o Roca Verdà, segons els mapes que es consulti, és una muntanya de 1.625 metres del terme municipal de Soriguera, a la comarca del Pallars Sobirà. Pertanyia al terme primigeni de Soriguera. És a la zona sud-est del terme, a prop i al sud-oest del poble de Freixa (Soriguera), al nord-est de la Punta Barruera, al sud-est del cim de Sant Quir i de la Serra de Freixa. Pel seu vessant sud-oriental discorre la llau de Mollet, i pel nord, el barranc des Costes.